# Eőry Pordán Béla
Eőry Pordán Béla (Miskolc, 1869. június 23. – Budapest, 1921. augusztus 24.) magyar színész, ügyelő.

## Pályafutása
Eőry Pordán Gusztáv és Szabados Tóth Gizella fia.
1885-ben lépett fel először Miklósy Gyula társulatában. 1897–1898-ban Csóka Sándor társulatában a kecskeméti színház ügyelője volt. 1901-ben mint komikus színészt sorolták fel, Bokross József társulatában az óbudai Kisfaludy Színházban játszva, amikor is az igazgatóság engedélyezte és bemutatták ötfelvonásos Félistenek című korrajzszerű drámáját. A mű a szolnoki csatát eleveníti fel, Damjanich János és hős katonáinak, a vörössipkások színpadra vitelével. Az első felvonás Óbudán játszódik, a második a csata előestéjén, a harmadik annak végjelenete, a negyedik az elnyomatás sötét korszaka, az utolsó pedig a nemzet újjászületését vázolja. Bemutatója 1901. augusztus 18-án volt. A darabban maga is játszott. Beszámoló szerint a közönségben tetszést aratott, nyelvezete szép, de kritikaként említették, hogy a Hadak útja és az Aranylakodalom című darabokhoz nagyon hasonlatos.
1905-ben Bihari Ákos igazgatósága alatt játszott Kecskeméten a kar- és segédszínészek között. Az 1907–1908-as évadban Palágyi Lajos igazgatása alatt a miskolci színház tagja volt, mint segédszemélyzet. 1909 nyarán a balatonlellei Hattyú Szállodában tartott sikerült művészestélyt Nánássy Juliska opera-énekesnővel.
1918-ban bevonult hadi-szolgálatra és katonai szolgálatot teljesített az első világháborúban. Háborús emlékérmet kapott.
1921. augusztus 24-én hunyt el Budapesten.
Felesége Nánássy Juliska (Miskolc, 1875. dec. 18. – Bp., 1936. szept. 4.) színésznő volt, akivel 1899. március 9-én kötött házasságot Miskolcon. Lányuk Eőry Giza (Heves, 1903. aug. 11. – Bp, 1972. jún. 8.) színésznő.

## Fontosabb szerepei
- Czinke (Vidor: Ingyenélők)
- Ferkó (Suppé: Boccaccio)

## Főbb művei
- Félistenek (Bemutató: Kisfaludy Színház, 1901)
- Boldogság (kéziratban maradt)

## Működési adatai
1889–91: Népszínház; Bátosy Endre; 1892: Feld Zsigmond; Füredi Károly; 1893: Somogyi Károly; 1894: Makó Lajos; 1895: Leszkay András; 1896: Ágh Aladár; 1897: Csóka Sándor; 1898: Mezei János; Tiszay Dezső; 1899: Fekete Béla, Csóka Sándor; 1900: Gáspár Jenő, Szendrey; 1901: Micsei F. György; 1902: Kövesi Albert; 1903: Szilágyi Dezső; 1904: Zilahy; 1905: Szilágyi Dezső; 1906: Heves Béla; 1907: Palágyi Lajos; 1909: Nádasy.